# Association malienne des droits de l'homme
L’Association malienne des droits de l'homme (AMDH) est une association créée le 11 décembre 1988 alors que le Mali était sous la dictature de Moussa Traoré. Son siège est à Bamako mais possède des sections dans différentes villes : Kayes, Gao, Tombouctou et Kidal.
Elle a pour objectifs :
- d'étudier et d'encourager la promotion des droits de l'homme et des peuples ;
- de veiller à la primauté du droit et d'assurer le respect des droits et libertés en conformité avec les lois, règlements et traités régulièrement ratifiés ;
- d'encourager le respect des lois et règlements par les citoyens et toutes les obligations légales de chacun envers la Société d'État ;
- d'assurer une large diffusion des principes des droits de l'homme et du citoyen ainsi que ceux des droits de l'homme et des peuples par la formation, l'information et la sensibilisation ;
- d'encourager les recherches, études et compilations des documents sur les droits de l'homme en général et au Mali en particulier ;
- de coopérer avec tous organismes et autres institutions nationales et internationales s'intéressant à la promotion et à la protection des droits de l'homme et des peuples ;
- de procéder ou d'aider à la publication d'études, d'articles, d'ouvrages, de bulletins sur la promotion et la protection des droits de l'homme ;
- d’organiser en vue de la promotion des droits de l'Homme, des conférences, colloques, séminaires, journées de réflexion, etc.

L'Association malienne des droits de l'homme est membre de :
- La Fédération internationale des droits de l'homme (FIDH)[2].
- L'Union interafricaine des droits de l'homme (UIDH)[3].

Elle est membre observateur de la Commission africaine des droits de l'homme et des peuples (CADHP).

## Prise de position
L'Association malienne des droits de l'homme défend l'abolition de la peine de mort.
Le 10 décembre 2007, lors de la 12e édition de l’espace d’interpellation démocratique, l’AMDH, tout en se félicitant de la volonté du chef de l’État Amadou Toumani Touré d’abolir la peine de mort et de réformer le code de la famille, a interpellé le gouvernement sur les fraudes électorales lors des élections présidentielle et législatives, de la persistance de l’incivisme et de la corruption, la surpopulation carcérale, les atteintes à la liberté de la presse. « L’AMDH recommandé :
- l'abolition de la peine de mort et l'adoption du code de la famille dans les meilleurs délais possibles ;
- le règlement de la crise du Nord sur les bases légales, équitables et durables ;
- la révision de notre système électoral pour la tenue d'élections libres fiables et transparentes ;
- la lutte contre l'incivisme ;
- la lutte contre la corruption et la délinquance financière ;
- l'adoption de la Commission nationale des droits de l'homme  par une loi et son rattachement à la primature ;
- la présentation régulière des rapports relatifs aux instruments juridiques des droits de l'homme ratifiés par le Mali ;
- le respect des droits de l'homme par les organes de contrôle de l'État notamment le Vérificateur général ;
- L'effectivité du principe de la gratuité de l'enseignement public consacré par la constitution ;
- La révision du cadre juridique et de la politique de l'État en matière d'exploitation des ressources minières. »[5].

- Les 12 mars 2011, et  13 mars 2011, s’est tenu le 8e congrès de l’Association malienne des droits de l'homme sur le thème « les 50 ans des droits de l’homme au Mali ». Me Moctar Mariko a été élu président de l’association en obtenant les suffrages de 8 des 13 membres du bureau central. Il remplace à la tête de l’association Me Brahima Koné[6].